# 羅瑤 (嘉靖進士)
羅瑤（1523年—？），字國華，號野庭山人，湖廣岳州府巴陵縣人，民籍，明朝政治人物。

## 生平
嘉靖二十五年（1546年）丙午科湖廣鄉試第十三名舉人。嘉靖二十九年（1550年）中式庚戌科會試第六十名，三甲第三十五名進士。授遂宁县知县，擢户部主事，署郎中事，四十一年十月升山东按察司副使，升陕西右参政，隆庆五年七月升广东按察使，六年二月升山西右布政使，七月改四川左布政使，万历元年十二月升为都察院右副都御史、巡抚贵州兼督湖北川东等处。三年七月以原职巡抚四川，五年二月以南京都察院纠劾其冒滥奏，调南京别用。

## 家族
曾祖羅鳳，教諭；祖父羅楚彥，驛丞；父羅汝礪，母顏氏；繼母易氏。严侍下。